# Razafimandimbisonia regalis
Razafimandimbisonia regalis là một loài thực vật có hoa trong họ Thiến thảo. Loài này được (Puff & Robbr.) Kainul. & B.Bremer mô tả khoa học đầu tiên năm 2009.